# Тмуит
Тмуи́т (также Фмуис, правильнее Тмуис; греч. Θμουίς, лат. Thmuis, копт. Ⲑⲙⲟⲩⲓ, егип. tꜣ mꜣw) — древний город в Дельте в Нижнем Египте, на канале в восточной части дельты Нила, между Танисским и Мендесским рукавами. 
Холм с руинами Тмуиса называется сейчас Телль-Тимай-эль-Амдид (араб. تل تمى الأمديد‎, Tall Timay al-Amdīd), вплотную примыкает к современному городу Тимай-эль-Амдид (ar). Это место находится в 8 км к северо-востоку от города Эс-Симбиллавейн (Sinbellawein), находящегося на железнодорожной линии Эз-Заказик — Эль-Мансура, проходящей в центральной части Дельты Нила.

## История

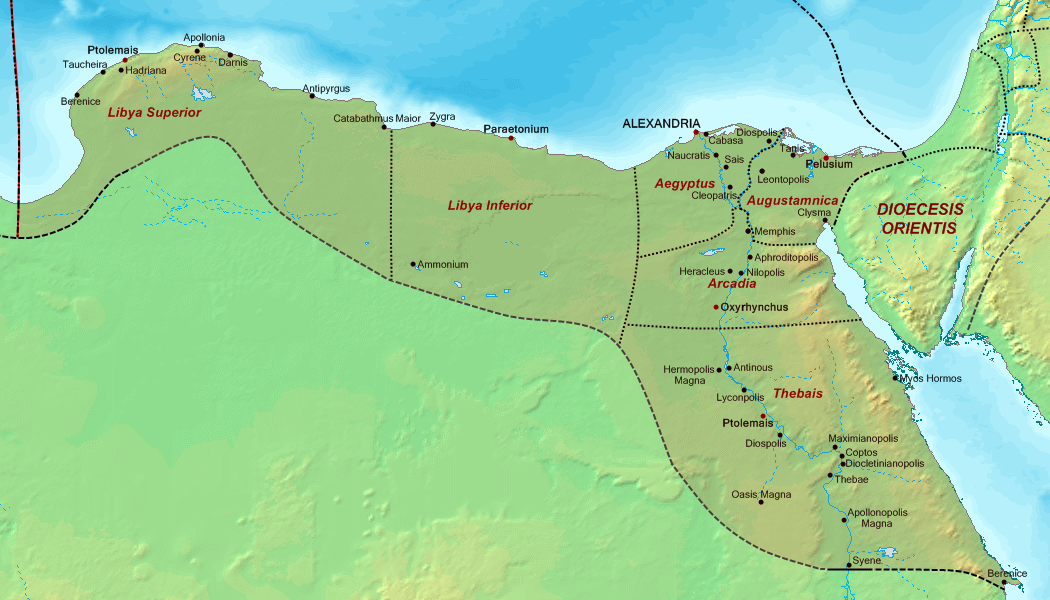
Карта римского Египетского диоцеза
(провинция Augustamnica I в восточной части)

Древнеегипетский Тмуис, по Геродоту, был центром округа и располагался южнее и совсем недалеко от города Мендеса (Джедета). Причем расстояние между окраинами обоих городов составляло несколько сот метров. 
Во время «Великого восстания» египтян против династии Птолемеев, захватившей власть в Египте после смерти Александра Македонского, (с 207 по 184 гг. до нашей эры) Тмуис был сожжён.
В эллинистическую и римскую эпохи Тмуис являлся важным центром Египта. В греко-римском Египте, Тмуис стал, вместо Мендеса, столицей XVI нома (Хар). И Клавдий Птолемей, например, уверенно называл Тмуис столицей Мендесского нома.
Тмуис продолжал оставаться важным для Рима городом до конца античности. Здесь была своя администрация, причём город был выведен из-под юрисдикции префекта Александрии. Значимость Тмуиса была настолько велика, что в IV веке н. э. Аммиан Марцеллин причислял его к крупнейшим городам Египта, наравне с Мемфисом, Оксиринхом и Атрибисом.
В римской египетской провинции Augustamnica Prima Тмуис был местом пребывания кафедры викарного епископа, назначавшегося в столице провинции, Пелусии. Тмуис продолжал оставаться резиденцией епископа и в коптскую эпоху.
Тмуис ещё существовал во время арабского завоевания Египта в 641 году, позже арабы переименовали его в Аль-Мурад (Аль-Мурадех). Город исчез, возможно, после турецкого завоевания.
В современной Коптской православной церкви Александрии Телль-эль-Тимай входит в состав канонической территории Святой Митрополии Бухейры (Тмуис и Гермополис Парва), Марьюта (Мариотиса), Мерса-Матруха (Антифры и Paractorium), Ливии (Ливиса) и Пентаполиса (Киренаики).

## Епископы Тмуисские
Мишель ле Кьен называет имена девяти епископов Тмуисских, из них три последних — монофиситы раннего средневековья. В числе остальных:
- Аммоний (III век)
- св. Филей Тмуисский, св. (ум. 305/306/307), священномученик (включён в мартиролог, память 4 февраля)
- св. Донат Тмуисский (ум. 316), его сменивший, священномученик (включён в мартиролог, память 22 мая)
- Либерий (не Кай) (1-я пол. IV века), участник Первого Никейского собора 325 года
- св. Серапион Тмуисский, (род. ок. 300 — ум. после 362), автор «Евхология Серапиона» и ряда других трудов, отчасти сохранившихся, близкий друг и помощник св. Афанасия Великого[8]
- Птолемей (Плусиан), участник Селевкийского собора[англ.] 359 года[9]
- Муий (IV век)
- Аристовул, участник Первого Эфесского собора 431 года
- Мина, монофисит
- Илия, монофисит
- Даниил, монофисит